# Dominio de Nueva Inglaterra
El Dominio de Nueva Inglaterra en América (1686-1689) fue una unión administrativa de colonias inglesas que cubría Nueva Inglaterra y las Colonias del Atlántico Medio (excepto las de Delaware y Pensilvania). Su estructura política representó un control centralizado similar al modelo utilizado por la monarquía española a través del Virreinato de Nueva España. El dominio era inaceptable para la mayoría de los colonos porque estaban profundamente resentidos por haber sido despojados de sus derechos y revocados sus estatutos coloniales. El gobernador Edmund Andros intentó realizar cambios legales y estructurales, pero la mayoría de ellos se deshicieron y el Dominio fue derrocado tan pronto como se recibió la noticia de que el rey Jacobo II había dejado el trono en Inglaterra. Un cambio notable fue la introducción de la Iglesia de Inglaterra en Massachusetts, cuyos líderes puritanos se habían negado previamente a permitirle ningún tipo de punto de apoyo.
El Dominio abarcaba un área muy grande desde el río Delaware en el sur hasta la bahía de Penobscot en el norte, compuesta por la provincia de New Hampshire, la colonia de la bahía de Massachusetts, la Colonia de Plymouth, la colonia de Rhode Island y las plantaciones de Providence, la colonia de Connecticut, la provincia de New York, las provincias de Jersey Oriental y Jersey Occidental, y una pequeña porción de Maine. Era demasiado grande para que lo manejara un solo gobernador. El gobernador Andros era muy impopular y la mayoría de las facciones políticas lo consideraban una amenaza. Las noticias de la Revolución Gloriosa en Inglaterra llegaron a Boston en 1689, y los puritanos lanzaron la revuelta de Boston de 1689 contra Andros, arrestándolo a él y a sus oficiales.
La rebelión de Leisler en Nueva York depuso al vicegobernador del dominio, Francis Nicholson. Después de estos hechos, las colonias que se habían reunido en el dominio volvieron a sus formas anteriores de gobierno, aunque algunas gobernaron formalmente sin carta. El rey Guillermo III de Inglaterra y la reina María II finalmente emitieron nuevos estatutos.

## Contexto
Se crearon varias colonias inglesas en América del Norte y en las Indias Occidentales durante la primera mitad del siglo XVII, con diferentes atributos. Algunas se originaron como empresas comerciales, como la Colonia de Virginia, mientras que otras se fundaron por motivos religiosos, como la Colonia de Plymouth y la Colonia de la bahía de Massachusetts. Sus gobiernos también variaron. Virginia se convirtió en una colonia de la corona, a pesar de su comienzo corporativo, mientras que Massachusetts y otras colonias de Nueva Inglaterra tenían estatutos corporativos y una gran libertad administrativa. Otras áreas eran colonias propietarias, como Maryland y Carolina, propiedad de una o unas pocas personas y operadas por ellas.
Tras la Restauración inglesa en 1660, el rey Carlos II buscó agilizar la administración de estos territorios coloniales. Charles y su gobierno iniciaron un proceso que puso a varias colonias bajo el control directo de la corona. Una de las razones de estas acciones fue el costo de administración de las colonias individuales, pero otra razón importante fue la regulación del comercio. A lo largo de la década de 1660, el parlamento inglés aprobó una serie de leyes para regular el comercio de las colonias, denominadas colectivamente Actas de Navegación. Los colonos americanos se resistieron a estas leyes, particularmente en las colonias de Nueva Inglaterra que habían establecido importantes redes comerciales con otras colonias inglesas y con otros países europeos y sus colonias, especialmente España y la República Holandesa. Las Leyes de Navegación también prohibieron algunas prácticas existentes en Nueva Inglaterra, convirtiendo a los comerciantes en contrabandistas y aumentando significativamente el costo de hacer negocios.
Algunas de las colonias de Nueva Inglaterra presentaban problemas específicos para el rey, y se consideró que combinar esas colonias en una sola entidad administrativa era una forma de resolver esos problemas. La colonia de Plymouth nunca había sido autorizada formalmente, y la colonia de New Haven había albergado a dos de los regicidas de Carlos I, el padre del rey. El territorio de Maine fue disputado por concesionarios en competencia y por Massachusetts, y New Hampshire era una colonia de la corona muy pequeña y recientemente establecida.
Massachusetts tenía una larga historia de gobierno virtualmente teocrático, además de su resistencia generalizada a las Leyes de Navegación, y mostraba poca tolerancia hacia los no puritanos, incluidos los partidarios de la Iglesia de Inglaterra (que era lo más importante para el rey). Carlos II buscó repetidamente cambiar el gobierno de Massachusetts, pero se resistieron a todos los intentos sustantivos de reforma. En 1683, comenzaron los procedimientos legales para anular la carta de Massachusetts; fue anulado formalmente en junio de 1684.
La principal motivación en Londres no era lograr eficiencia en la administración, sino garantizar que el propósito de las colonias fuera enriquecer a Inglaterra. La "Casa de la Moneda de Hull" bajo John Hull todavía producía ilegalmente chelines de pino, frustrando los esfuerzos de Carlos II. Para los puritanos, la libertad era lo más importante; la Iglesia de Inglaterra (que era la más importante para el rey) no lo era. Para el rey, fue un acto de alta traición en el Reino Unido y el castigo consistió en ser ahorcado, arrastrado y descuartizado.
El deseo de Inglaterra de colonias que produjeran alimentos básicos agrícolas funcionó bien para las colonias del sur, que producían tabaco, arroz e índigo, pero no tan bien para Nueva Inglaterra debido a la geología de la región. Al carecer de un alimento básico adecuado, los habitantes de Nueva Inglaterra se dedicaron al comercio y se convirtieron en exitosos competidores de los comerciantes ingleses. Ahora estaban comenzando a desarrollar talleres que amenazaban con privar a Inglaterra de su lucrativo mercado colonial de artículos manufacturados, como textiles, artículos de cuero y artículos de hierro. El plan, por lo tanto, era establecer un gobierno uniforme y todopoderoso sobre las colonias del norte para que la gente se desviara de la manufactura y el comercio exterior.

## Fundación
Tras la revocación de la carta de Massachusetts, Carlos II y los Señores del Comercio avanzaron con planes para establecer una administración unificada sobre al menos algunas de las colonias de Nueva Inglaterra. Los objetivos específicos del dominio incluían la regulación del comercio, la reforma de las prácticas de titulación de tierras para ajustarse más a los métodos y prácticas ingleses, la coordinación en materia de defensa y la simplificación de la administración en menos centros. El Dominio inicialmente comprendía los territorios de la colonia de la bahía de Massachusetts, la colonia de Plymouth, la provincia de New Hampshire, la provincia de Maine y el país de Narraganset (actual condado de Washington).

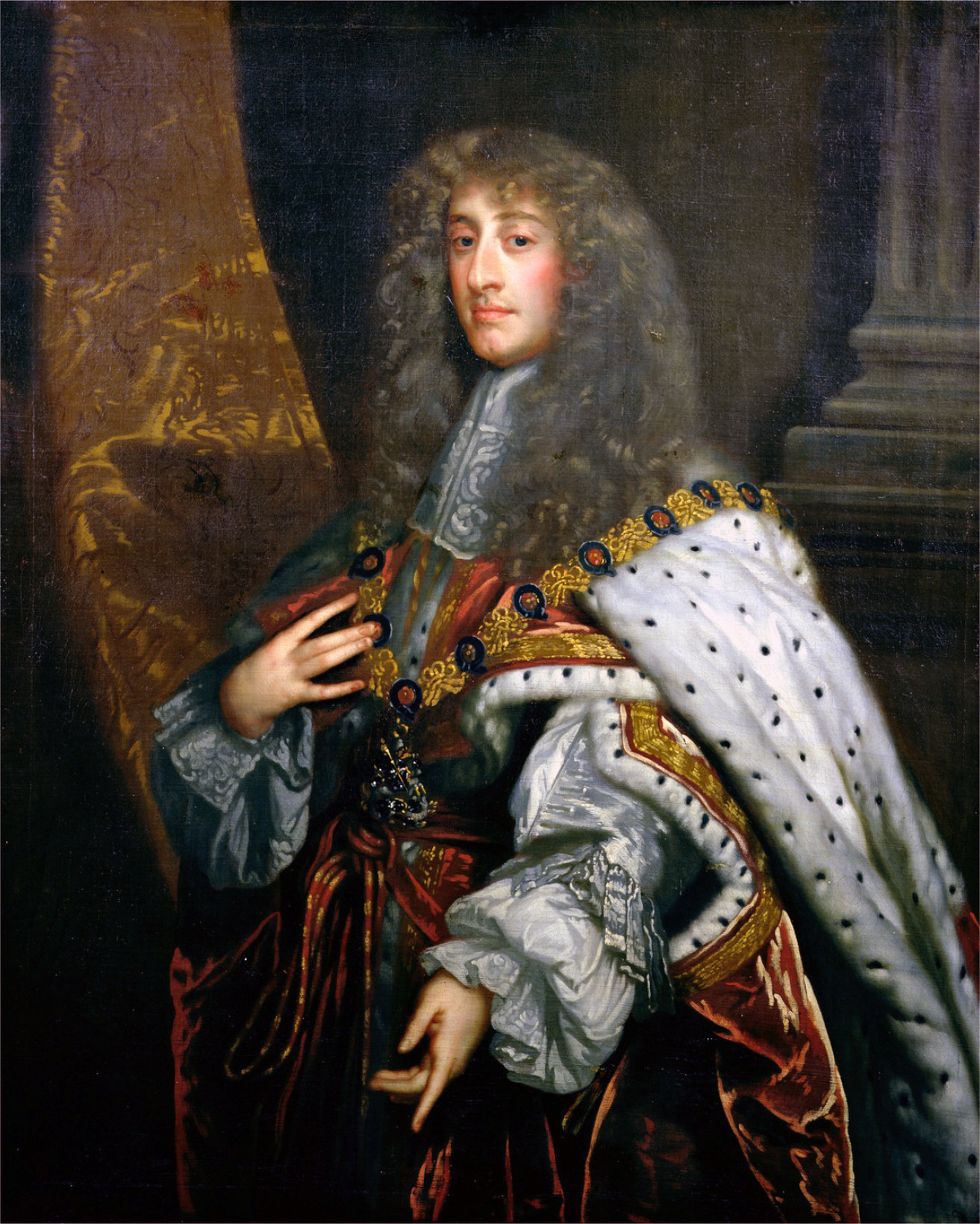
Jacobo II

Carlos II había elegido al coronel Percy Kirke para gobernar el dominio, pero Carlos murió antes de que se aprobara la comisión. El rey Jacobo II aprobó la comisión de Kirke en 1685, pero Kirke fue objeto de duras críticas por su papel en sofocar la rebelión de Monmouth, y su comisión fue retirada. El 8 de octubre de 1685 se emitió una comisión provisional al nativo de la bahía de Massachusetts, Joseph Dudley, como presidente del Consejo de Nueva Inglaterra, debido a los retrasos en el desarrollo de la comisión para el sucesor previsto de Kirke, Edmund Andros.
La comisión limitada de Dudley especificó que gobernaría con un consejo designado y sin una legislatura representativa. Los consejeros nombrados como miembros de este cuerpo incluían una muestra representativa de hombres políticamente moderados de los antiguos gobiernos coloniales. Edward Randolph se había desempeñado como agente de la corona investigando asuntos en Nueva Inglaterra, y también fue designado para el consejo. Randolph también recibió el encargo de una larga lista de otros puestos, incluido el de secretario del dominio, recaudador de aduanas y subdirector de correos.

## Administración Dudley
La carta de Dudley llegó a Boston el 14 de mayo de 1686 y se hizo cargo formalmente de Massachusetts el 25 de mayo. Su gobierno no comenzó de manera auspiciosa, ya que varios magistrados de Massachusetts que habían sido nombrados para su consejo se negaron a servir. Según Edward Randolph, los magistrados puritanos "opinaban que Dios nunca permitiría que volviera a aterrizar en este país y, por lo tanto, comenzaron de la manera más arbitraria a afirmar su poder más alto que en cualquier momento anterior". Las elecciones de oficiales militares coloniales también se vieron comprometidas cuando muchos de ellos se negaron a servir. Dudley hizo una serie de nombramientos judiciales, generalmente favoreciendo a los políticos moderados que habían apoyado la acomodación de los deseos del rey en la batalla por la antigua carta.

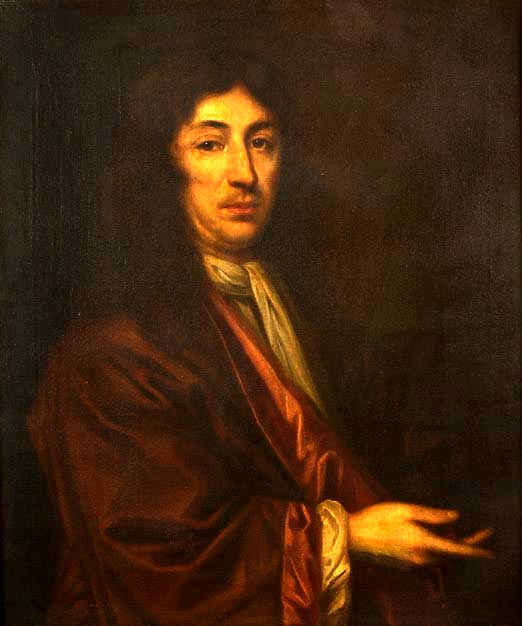
Joseph Dudley

Dudley se vio obstaculizado significativamente por la incapacidad de generar ingresos en el dominio. Su comisión no permitió la introducción de nuevas leyes de ingresos, y el gobierno de Massachusetts derogó todas esas leyes en 1683, anticipando la pérdida de la carta. Además, muchos se negaron a pagar los pocos impuestos restantes con el argumento de que habían sido promulgados por el antiguo gobierno y, por lo tanto, no eran válidos. Los intentos de Dudley y Randolph no tuvieron éxito en la introducción de la Iglesia de Inglaterra debido a la falta de fondos, pero también se vieron obstaculizados por el peligro político percibido de imponer su uso a las iglesias existentes.
Dudley y Randolph hicieron cumplir las Leyes de navegación, aunque no se adhirieron por completo a las leyes. Se pasaron por alto algunas variaciones, entendiendo que ciertas disposiciones de las leyes eran injustas (algunas resultaron en el pago de múltiples derechos), y sugirieron a los Señores del Comercio que se modificaran las leyes para mejorar estas condiciones. Sin embargo, la economía de Massachusetts sufrió, también afectada negativamente por circunstancias externas. Finalmente, se produjo una disputa entre Dudley y Randolph sobre asuntos relacionados con el comercio.
Durante la administración de Dudley, los Señores del Comercio decidieron el 9 de septiembre de 1686 incluir en el dominio las colonias de Rhode Island y Connecticut, con base en una petición del consejo de Dudley. La comisión de Andros se había emitido en junio y se le dio un anexo a su comisión para incorporarlos al dominio.

## Administración de Andros
Andros había sido anteriormente gobernador de Nueva York; llegó a Boston el 20 de diciembre de 1686 e inmediatamente asumió el poder. Adoptó una posición de línea dura, afirmando que los colonos habían dejado atrás todos sus derechos como ingleses cuando abandonaron Inglaterra. El reverendo John Wise reunió a sus feligreses en 1687 para protestar y resistir los impuestos; Andros lo hizo arrestar, condenar y multar. Un funcionario de Andros explicó: "Sr. Wise, no tiene más privilegios que le dejaron para no ser vendido como esclavo".
Su comisión requería el gobierno por sí mismo, nuevamente con un consejo. La composición inicial del consejo incluía representantes de cada una de las colonias que absorbió el dominio, pero los quórumes del consejo estaban dominados por representantes de Massachusetts y Plymouth debido a las molestias de los viajes y al hecho de que no se reembolsaban los gastos de viaje.

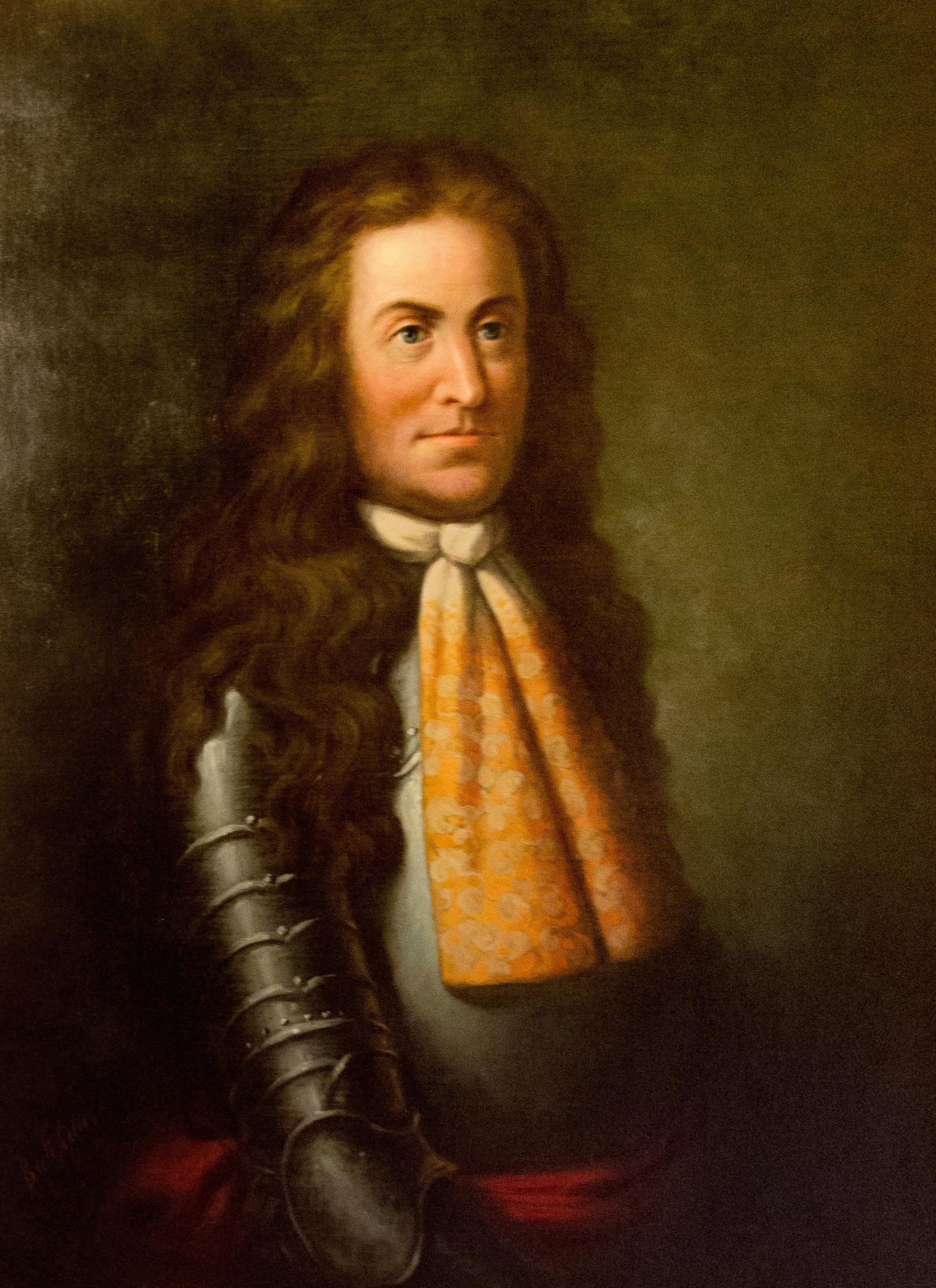
Edmundo Andros

### Iglesia de Inglaterra
Poco después de su llegada, Andros preguntó a cada una de las iglesias puritanas de Boston si su centro de reuniones podía utilizarse para los servicios de la Iglesia de Inglaterra, pero fue rechazado constantemente. Luego exigió las llaves de la Tercera Iglesia de Samuel Willard en 1687, y los servicios se llevaron a cabo allí bajo los auspicios de Robert Ratcliff hasta 1688, cuando se construyó la King's Chapel.

### Leyes de ingresos
Después de la llegada de Andros, el consejo inició un largo proceso de armonización de leyes en todo el dominio para ajustarse más a las leyes inglesas. Este trabajo consumió tanto tiempo que Andros emitió una proclamación en marzo de 1687 declarando que las leyes preexistentes permanecerían en vigor hasta que fueran revisadas. Massachusetts no tenía leyes fiscales preexistentes, por lo que se desarrolló un esquema de impuestos que se aplicaría a todo el dominio, desarrollado por un comité de terratenientes. La primera propuesta derivaba sus ingresos de los derechos de importación, principalmente del alcohol. Después de mucho debate, se presentó y adoptó abruptamente una propuesta diferente, en esencia reviviendo las leyes fiscales anteriores de Massachusetts. Estas leyes habían sido impopulares entre los granjeros que sentían que los impuestos eran demasiado altos para el ganado. Para generar ingresos inmediatos, Andros también recibió la aprobación para aumentar los aranceles de importación de alcohol.
Los primeros intentos de hacer cumplir las leyes de ingresos se encontraron con una fuerte resistencia por parte de varias comunidades de Massachusetts. Varias ciudades se negaron a elegir comisionados para evaluar la población y las propiedades de la ciudad, y en consecuencia, los funcionarios de varias de ellas fueron arrestados y llevados a Boston. Algunos fueron multados y liberados, mientras que otros fueron encarcelados hasta que prometieron cumplir con sus funciones. Los líderes de Ipswich habían expresado su oposición a la ley; fueron juzgados y condenados por delitos menores.
Las demás provincias no resistieron la imposición de la nueva ley, a pesar de que las tasas eran más altas que las de la administración colonial anterior, al menos en Rhode Island. Los terratenientes relativamente pobres de Plymouth se vieron muy afectados por las altas tasas sobre el ganado.

### Leyes de reuniones de la ciudad
Una consecuencia de la protesta fiscal fue que Andros buscó restringir los cabildos, ya que allí había comenzado esa protesta. Por lo tanto, presentó una ley que limitaba las reuniones a una sola reunión anual, únicamente con el propósito de elegir funcionarios, y prohibía explícitamente las reuniones en otros momentos por cualquier motivo. Esta pérdida de poder local fue ampliamente odiada. Se hicieron muchas protestas de que la reunión de la ciudad y las leyes fiscales eran violaciones de la Carta Magna, que garantizaba los impuestos por parte de los representantes del pueblo.

### Títulos de propiedad e impuestos
Andros asestó un gran golpe a los colonos al desafiar su título de propiedad de la tierra; a diferencia de Inglaterra, la gran mayoría de los estadounidenses eran terratenientes. Taylor dice que, debido a que "consideraban la propiedad inmobiliaria segura como fundamental para su libertad, estatus y prosperidad, los colonos se sintieron horrorizados por el enorme y costoso desafío a sus títulos de propiedad". Andros había recibido instrucciones de alinear las prácticas coloniales de títulos de propiedad con las de Inglaterra y de introducir las rentas de rescate como un medio para aumentar los ingresos coloniales. Los títulos emitidos en Massachusetts, New Hampshire y Maine bajo la administración colonial a menudo tenían defectos de forma (por ejemplo, carecían de la impresión del sello colonial) y la mayoría de ellos no incluían el pago de la renta. Las concesiones de tierras en las colonias de Connecticut y Rhode Island se habían realizado antes de que cualquiera de las colonias tuviera un estatuto, y hubo reclamos contradictorios en varias áreas.
La forma en que Andros abordó el tema fue doblemente divisiva, ya que amenazaba a cualquier terrateniente cuyo título fuera dudoso. Algunos terratenientes pasaron por el proceso de confirmación, pero muchos se negaron, ya que no querían enfrentar la posibilidad de perder sus tierras, y vieron el proceso como un acaparamiento de tierras apenas velado. Los puritanos de Plymouth y la bahía de Massachusetts se encontraban entre los últimos, algunos de los cuales tenían grandes propiedades. Todos los títulos de propiedad existentes en Massachusetts habían sido otorgados bajo la carta colonial ahora anulada; en esencia, Andros los declaró nulos y exigió a los terratenientes que volvieran a certificar su propiedad, pagando tasas al dominio y quedando sujetos al cobro de una renta de rescate.
Andros intentó obligar a la certificación de propiedad mediante la emisión de autos de intrusión, pero los grandes terratenientes que poseían muchas parcelas impugnaron estos individualmente, en lugar de volver a certificar todas sus tierras. Se emitieron pocos títulos nuevos emitidos durante el régimen de Andros; de 200 solicitudes realizadas, solo se aprobaron unas 20.

### Carta de Connecticut
La comisión de Andros incluía a Connecticut, y le pidió al gobernador de Connecticut, Robert Treat, que entregara la carta colonial poco después de su llegada a Boston. Los funcionarios de Connecticut reconocieron formalmente la autoridad de Andros, a diferencia de Rhode Island, cuyos funcionarios accedieron al dominio pero, de hecho, hicieron poco para ayudarlo. Connecticut continuó dirigiendo su gobierno de acuerdo con la carta, celebrando reuniones trimestrales de la legislatura y eligiendo funcionarios de toda la colonia, mientras que Treat y Andros negociaban la entrega de la carta. En octubre de 1687, Andros finalmente decidió viajar a Connecticut para ocuparse personalmente del asunto. Llegó a Hartford el 31 de octubre, acompañado de una guardia de honor, y se reunió esa noche con los líderes coloniales. Según la leyenda, la carta se colocó sobre la mesa para que todos la vieran durante esta reunión. Las luces de la habitación se apagaron inesperadamente y, cuando se volvieron a encender, la carta había desaparecido. Se dijo que se escondió en un roble cercano (conocido más tarde como el Roble de la Carta), por lo que una búsqueda en los edificios cercanos no pudo localizar el documento.

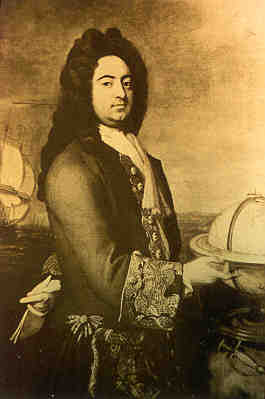
Francisco Nicholson

Cualquiera que sea la verdad de la leyenda, los registros de Connecticut muestran que su gobierno entregó formalmente sus sellos y dejó de operar ese día. Andros luego viajó por toda la colonia, haciendo citas judiciales y de otro tipo, antes de regresar a Boston. El 29 de diciembre de 1687, el consejo de dominio extendió formalmente sus leyes sobre Connecticut, completando la asimilación de las colonias de Nueva Inglaterra.

### Inclusión de Nueva York y de las Jerseys
El 7 de mayo de 1688, las provincias de Nueva York, Jersey Oriental y Occidental se agregaron al Dominio. Estaban alejados de Boston, donde Andros tenía su asiento, por lo que Nueva York y las Jerseys estaban dirigidas por el vicegobernador Francis Nicholson de la ciudad de Nueva York. Nicholson era capitán del ejército y protegido del secretario colonial William Blathwayt, quien llegó a Boston a principios de 1687 como parte de la guardia de honor de Andros y había sido ascendido a su consejo. Durante el verano de 1688, Andros viajó primero a Nueva York y luego a Jersey para establecer su comisión. El gobierno del dominio de las Jerseys se complicó por el hecho de que los estatutos de los propietarios habían sido revocados, pero habían conservado su propiedad y habían solicitado a Andros lo que eran derechos señoriales tradicionales. El período de dominio en Jersey transcurrió relativamente sin incidentes debido a su distancia de los centros de poder y el final inesperado del Dominio en 1689.

### diplomacia india
En 1687, el gobernador de Nueva Francia, Jacques-René de Brisay de Denonville lanzó un ataque contra las aldeas de Seneca en lo que ahora es el oeste de Nueva York. Su objetivo era interrumpir el comercio entre los ingleses en Albany y la confederación iroquesa, a la que pertenecían los Séneca, y romper la Cadena del Pacto, una paz que Andros había negociado en 1677 cuando era gobernador de Nueva York. El gobernador de Nueva York, Thomas Dongan, pidió ayuda y el rey James ordenó a Andros que prestara ayuda. James también entró en negociaciones con Luis XIV de Francia, lo que resultó en un alivio de las tensiones en la frontera noroeste.
Sin embargo, en la frontera noreste de Nueva Inglaterra, los Abenaki albergaban quejas contra los colonos ingleses y comenzaron una ofensiva a principios de 1688. Andros hizo una expedición a Maine a principios de año, en la que asaltó varios asentamientos indios. También allanó el puesto comercial y la casa de Jean-Vincent d'Abbadie de Saint-Castin en la bahía de Penobscot. Su cuidadosa conservación de la capilla católica de Castin fue fuente de acusaciones posteriores de " papismo" contra Andros.
Andros asumió la administración de Nueva York en agosto de 1688 y se reunió con los iroqueses en Albany para renovar el pacto. En esta reunión, molestó a los iroqueses al referirse a ellos como "niños" (es decir, subordinados a los ingleses) en lugar de "hermanos" (es decir, iguales). Regresó a Boston en medio de nuevos ataques en la frontera de Nueva Inglaterra por parte de los partidos de Abenaki, quienes admitieron que lo estaban haciendo en parte debido al estímulo francés. La situación en Maine también se había deteriorado nuevamente, con colonos ingleses asaltando aldeas indias y enviando cautivos a Boston. Andros criticó a los habitantes de Maine por este acto injustificado y ordenó que los indios fueran liberados y regresaran a Maine, ganándose el odio de los colonos de Maine. Luego regresó a Maine con una fuerza significativa y comenzó la construcción de fortificaciones adicionales para proteger a los colonos. Andros pasó el invierno en Maine y regresó a Boston en marzo al escuchar rumores de revolución en Inglaterra y descontento en Boston.

## Revolución Gloriosa y disolución
Los líderes religiosos de Massachusetts, encabezados por Cotton y Increase Mather, se opusieron al gobierno de Andros y organizaron la disidencia con el objetivo de influir en la corte de Londres. Después de que King James publicara la Declaración de Indulgencia en mayo de 1687, Increase Mather envió una carta al rey agradeciéndole por la declaración, y luego sugirió a sus compañeros que también expresaran su gratitud al rey como un medio para ganar favor e influencia. Diez pastores accedieron a hacerlo y decidieron enviar a Mather a Inglaterra para presentar su caso contra Andros. Edward Randolph intentó detenerlo; Mather fue arrestado, juzgado y exonerado de un cargo, pero Randolph emitió una segunda orden de arresto con nuevos cargos. Mather fue llevado clandestinamente a bordo de un barco con destino a Inglaterra en abril de 1688. Él y otros agentes de Massachusetts fueron bien recibidos por James, quien prometió en octubre de 1688 que se abordarían las preocupaciones de la colonia. Sin embargo, los acontecimientos de la Revolución Gloriosa se hicieron cargo y, en diciembre, Guillermo III y María II habían depuesto a Jacobo.

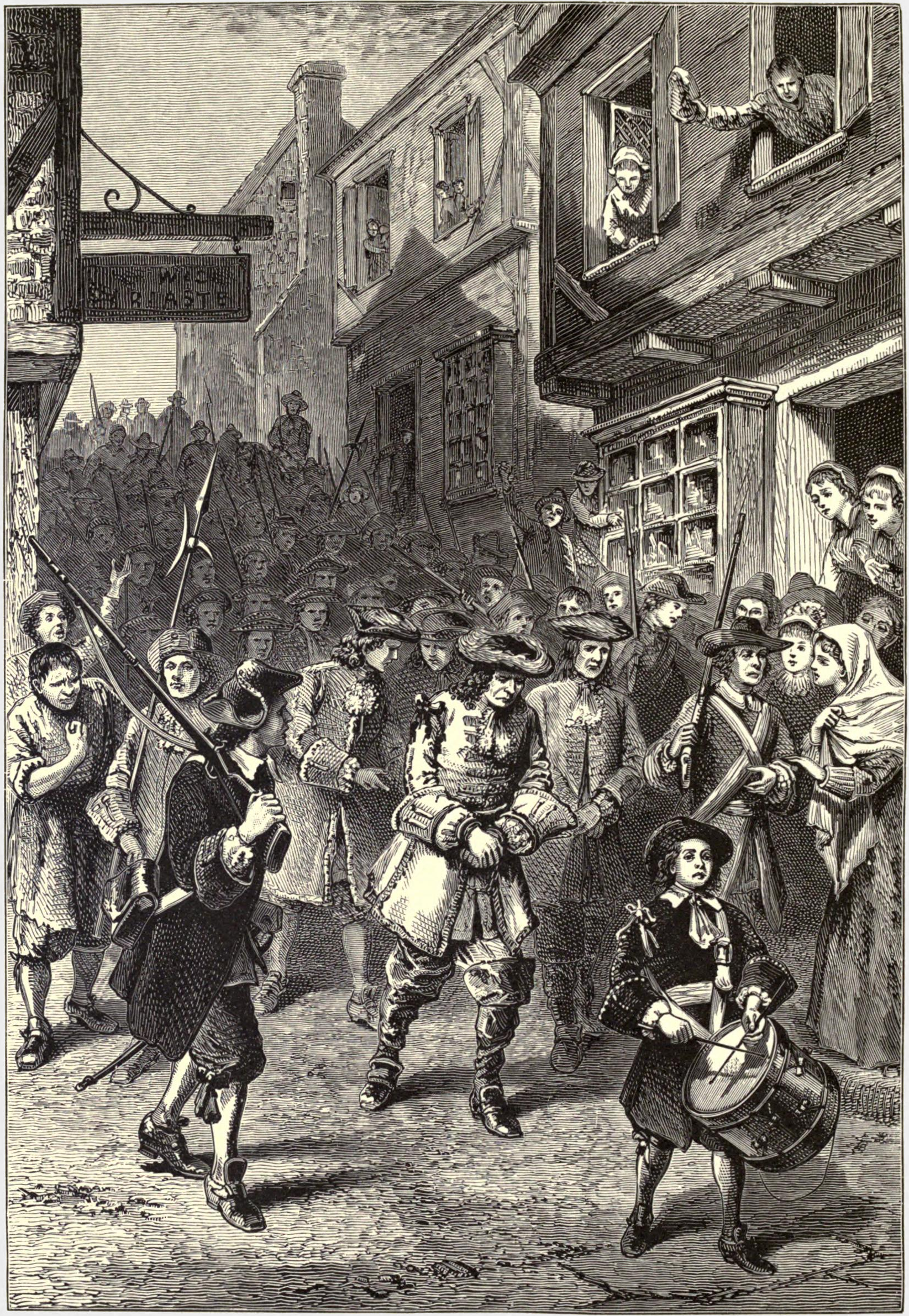
Grabado que representa a Andros bajo arresto

Los agentes de Massachusetts luego solicitaron a los nuevos monarcas y a los Señores del Comercio la restauración de la antigua carta de Massachusetts. Mather además convenció a los Señores del Comercio de retrasar la notificación de Andros de la revolución. Ya había enviado una carta al anterior gobernador colonial Simon Bradstreet con la noticia de que un informe (preparado antes de la revolución) afirmaba que la carta constitucional había sido anulada ilegalmente y que los magistrados deberían "preparar la mente de la gente para un cambio". Las noticias de la revolución aparentemente llegaron a algunas personas a fines de marzo, y Bradstreet es uno de varios posibles organizadores de la mafia que se formó en Boston el 18 de abril de 1689. Él y otros magistrados anteriores al Dominio y algunos miembros del consejo de Andros dirigieron una carta abierta a Andros ese día pidiendo su rendición para calmar a la multitud. Andros, Randolph, Dudley y otros partidarios del dominio fueron arrestados y encarcelados en Boston.
En efecto, el dominio luego se derrumbó, ya que las autoridades locales de cada colonia se apoderaron de los representantes del dominio y reafirmaron su poder anterior. En Plymouth, el concejal de dominio Nathaniel Clark fue arrestado el 22 de abril y el anterior gobernador Thomas Hinckley fue reinstalado. Las autoridades de Rhode Island organizaron la reanudación de su estatuto con elecciones el 1 de mayo, pero el gobernador anterior, Walter Clarke, se negó a servir y la colonia continuó sin uno. En Connecticut, el gobierno anterior también fue rápidamente readoptado. New Hampshire se quedó temporalmente sin un gobierno formal y quedó bajo el gobierno de facto del gobernador de Massachusetts, Simon Bradstreet.
La noticia de la revuelta de Boston llegó a Nueva York el 26 de abril, pero el vicegobernador Nicholson no tomó ninguna medida inmediata. Andros logró durante su cautiverio enviar un mensaje a Nicholson. Nicholson recibió la solicitud de asistencia a mediados de mayo, pero no pudo tomar ninguna medida efectiva debido al aumento de las tensiones en Nueva York, combinado con el hecho de que la mayoría de las tropas de Nicholson habían sido enviadas a Maine. A finales de mayo, Nicholson fue derrocado por colonos locales apoyados por la milicia en la Rebelión de Leisler y huyó a Inglaterra. Leisler gobernó Nueva York hasta 1691, cuando el rey Guillermo nombró al coronel Henry Sloughter como su gobernador. Sloughter hizo juzgar a Leisler por cargos de alta traición; fue condenado en un juicio presidido por Joseph Dudley y luego ejecutado.

### Massachusetts y Plymouth
La disolución del dominio presentó problemas legales tanto para Massachusetts como para Plymouth. Plymouth nunca tuvo una carta real y la carta de Massachusetts había sido revocada. Como resultado, los gobiernos restaurados carecían de fundamentos legales para su existencia, cuestión que los opositores políticos de la dirigencia se propusieron plantear. Esto fue particularmente problemático en Massachusetts, cuya larga frontera con Nueva Francia vio a sus defensores retirados después de la revuelta, y estuvo expuesta a las incursiones francesas e indias después del estallido de la Guerra del rey Guillermo en 1689. El costo de la defensa colonial resultó en una pesada carga fiscal y la guerra también dificultó la reconstrucción del comercio de la colonia.
Los agentes de ambas colonias trabajaron en Inglaterra para rectificar los problemas de los estatutos, y Increase Mather solicitó a los Señores del Comercio la restauración del antiguo estatuto de Massachusetts. Se le informó al rey Guillermo que esto resultaría en el regreso del gobierno puritano, y él quería evitar que eso sucediera, por lo que los Señores del Comercio decidieron resolver el problema combinando las dos colonias. La provincia resultante de la bahía de Massachusetts combinó los territorios de Massachusetts y Plymouth junto con Martha's Vineyard, Nantucket y las islas Elizabeth que habían sido parte del condado de Dukes en la provincia de Nueva York.

## Administradores
Esta es una lista de los principales administradores del Dominio de Nueva Inglaterra en América desde 1684 hasta 1689:
| Nombre         | Título                                                         | Fecha de comisión    | Fecha en que asumió el cargo  | Fecha de finalización del plazo |
| -------------- | -------------------------------------------------------------- | -------------------- | ----------------------------- | ------------------------------- |
| Percy Kirke    | Gobernador en Jefe (designado) del Dominio de Nueva Inglaterra | 1684                 | Nombramiento retirado en 1685 | No aplica                       |
| Joseph Dudley  | Presidente del Consejo de Nueva Inglaterra                     | 8 de octubre de 1685 | 25 de mayo de 1686            | 20 de diciembre de 1686         |
| Edmundo Andros | Gobernador en Jefe del Dominio de Nueva Inglaterra             | 3 de junio de 1686   | 20 de diciembre de 1686       | 18 de abril de 1689             |

## Fiscal general
El Fiscal General era un funcionario ejecutivo designado del Dominio de Nueva Inglaterra:
| N.º | Fiscal General     | Fiscal General     | Término                             | notas |
| --- | ------------------ | ------------------ | ----------------------------------- | ----- |
| 1   | Benjamin Bullivant | Benjamin Bullivant | 26 de julio de 1686 - abril de 1687 |       |
| 2   | Giles Masters      | Giles Masters      | abril de 1687 - agosto de 1687      |       |
| 3   | James Graham       | James Graham       | agosto de 1687 - junio de 1689      |       |